# Студійна система

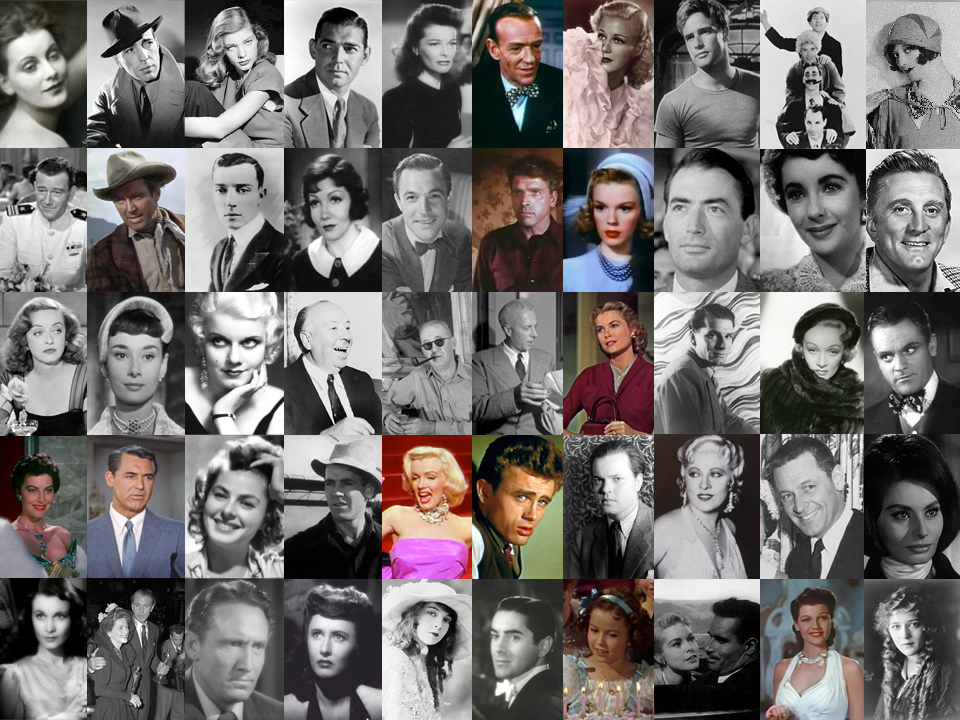
Обличчя класичного Голлівуду

Студійна система — організаційна структура Голлівуду в період його «золотої доби», яка залишалася незмінною з 1928 року (створення RKO Pictures) до кінця 1949 року (продаж кінотеатрів студії Paramount).
У середині XX століття 95 % американського кіноринку контролювали 8 кінотрестів. Частка студій-мейджорів «великої п'ятірки» (MGM, Paramount, Fox, Warner Bros., RKO) коливалася від 22 % (MGM) до 9 % (RKO). Крім власне виробництва фільмів, студії займалися їх дистрибуцією і володіли великими мережами кінотеатрів.
У 1948—1954 роках під натиском державних регуляторів цю систему булу ліквідовано, проте її пережитки зберігалися до середини 1960-х років: досить вузьке коло виробників кінофільмів і обмеження на прокат, накладені кодексом Гейза. Тільки після скасування кодексу в 1967 році можна говорити про настання епохи Нового Голлівуду.

## Основні риси
Основою студійної системи була наявність у кожної студії великих виробничих потужностей з постійним персоналом. Режисери, актори та інші кінематографісти укладали зі студіями довгострокові контракти і перебували в їхньому повному розпорядженні. За відмову від виконання контракту накладалися солідні штрафи. Студія розкручувала «зірку» практично з нуля, часто вигадуючи їй нове ім'я і біографію (т. зв. зірковий конвеєр). Кар'єра кіноакторів повністю залежала від примх студійного керівництва. Професійні нагороди, як правило, розподілялися за неформальною угодою найбільших кіномагнатів.
Іншою складовою комерційного успіху була монополізація кіностудіями мереж збуту кінопродукції, тобто кінотеатрів. Це дозволяло маніпулювати цінами на квитки. Власникам незалежних кінотеатрів фільми пропонувалися «пакетами» з п'яти кінокартин, серед яких лише одна була хітовою, а інші йшли «в навантаження».

## Ієрархія студій
Впродовж усіх 1930-х років економічним локомотивом кіноіндустрії виступала студія Metro-Goldwyn-Mayer (MGM) на чолі з Л. Б. Майєром; за нею з помітним відставанням слідувала компанія Fox на чолі з Д. Зануком (перейменована в 1935 році в 20th Century Fox). У розпал Великої депресії всі студії, окрім MGM, показали збиток. Після того, як MGM покинули продюсери-новатори Ірвінг Тальберг і Девід Сельцник, компанія перестала розвиватися і віддала в 1942 році пальму першості студії Paramount Pictures.
Слідом за трьома цими гігантами слідували «середняки». Компанія Warner Bros. увійшла в число провідних гравців після випуску в 1927 році першого звукового фільму «Співак джазу», який поклав початок революційного перетворення голлівудської індустрії. Для меншої з п'яти великих студій, RKO Pictures, зоряний час настав у 1933 році, коли в прокат вийшов її найбільший хіт, «Кінг-Конг».
Малі кінокомпанії не могли похвалитися розгалуженими мережами кінотеатрів. У цьому сегменті в 1930-ті роки найбільший успіх був на боці компанії Columbia Pictures, проте в 1940-х роках її обійшла за оборотами найстаріша кіностудія Америки, Universal Pictures , заснована ще в 1909 році.
Кінокомпанія United Artists була влаштована інакше, ніж всі інші. Вона не займалася безпосередньо кіновиробництвом, а кредитували незалежних кіновиробників (наприклад, студії Сельцника і Голдвіна) і забезпечувала дистрибуцію їхньої продукції. Вона не мала власних кінотеатрів.

## Крах системи
Тотальний контроль кінотрестів над усім кінопроцесом від виробництва фільмів до «збуту» їх кінцевому споживачеві не міг не викликати стурбованості в антимонопольного відомства. У 1938 році проти Paramount Pictures було розпочато процес, який затягнувся на довгі роки. У 1948 році Верховний суд США, нарешті, визнав найбільшу в країні кінокомпанію порушницею закону про вільну конкуренцію і зажадав поділу її кіновиробничих потужностей і кінотеатрів. Передбачалося, що слідом за Paramount всі кінокомпанії будуть реорганізовані за зразком United Artists.
Кіномагнати могли б довго заперечувати обґрунтованість цього розпорядження, якби Говард Г'юз (новий власник RKO) не поспішив продати невелику мережу кінотеатрів RKO. Цей прецедент звів нанівець аргументи інших кінокомпаній. Продаючи власні кінотеатри, Г'юз розраховував прискорити процес розпаду кіномонополій, що повинно було поставити їх в рівні умови з RKO. Останні кінотеатри були відокремлені від кіностудій у 1954 році. На цьому «золота доба Голлівуду» підійшла до кінця.
Прибуток кіностудій став різко (до 90 %) падати, і не тільки через зростання відрахувань дистриб'юторам і власникам кінотеатрів. Посередні фільми перестали приносити прибуток, оскільки пакетний метод реалізації кінопродукції пішов у минуле. Відвідуваність кінотеатрів щорічно падала через масове поширення телебачення. Рядові американці все частіше надавали перевагу проводити вечір перед телеекраном, а не в кінотеатрі. Найбідніші студії переходили під контроль іноземців. Першою на американський кіноринок вторглася британська компанія Decca Records, яка в 1951 році встановила контроль над студією Universal.

## Нова модель бізнесу

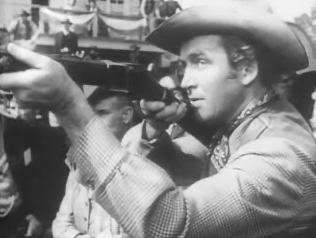
У ролі «могильників» студійної системи виступили Говард Г'юз, Лев Вассерман і Джеймс Стюарт (на фото)

Безпосереднім наслідком краху студійної системи стало небувале зростання гонорарів «зірок» першої величини. З огляду на скорочення обсягів фінансових надходжень студії були змушені розірвати довгострокові контракти з високооплачуваними акторами і режисерами. Однак в умовах, коли посередні фільми перестали окуплятися, загострилася і конкуренція за гучні імена, бо тільки вони могли гарантувати фільму успіх, особливо в закордонному прокаті, який з 1950-х років набував все більшого значення. Під «зірок» першої величини студіям було легше залучати фінансування.
В цю епоху наймогутнішими людьми в Голлівуді стають агенти популярних акторів, як, наприклад, Лев Вассерман, який працював під егідою компанії MCA . У 1950 році він вибив для Джиммі Стюарта контракт, за яким той отримував за фільм не фіксований заробіток, а відсоток від прибутку. Успіх вестерна «Вінчестер 73» відразу зробив Стюарта заможною людиною. Стопами Стюарта пішли й інші «зірки». Умови, які вони висували студіям, нерідко ставали для останніх руйнівними. Відомий випадок, коли Марлону Брандо за участь у фільмі було обіцяно три чверті прибутку від його прокату.
Для багатьох акторів при вирішенні питання про участь у зніманнях визначальним фактором ставало залучення до проєкту режисера з ім'ям. Це підстьобнуло конкуренцію студій за послуги провідних режисерів; відповідно зросли і заробітки останніх. Проте доходи акторів і режисерів були непорівнянні. Характерний приклад: за хічкоківський фільм «Спіймати злодія» режисер отримав $ 50 тисяч, а виконавець головної ролі Кері Грант — в 14 разів більше.
Нова модель бізнесу плачевно відбилася на студіях RKO, United Artists і MGM, які з часом були змушені піти з ринку. Колишні монополісти воліли здавати свої виробничі потужності незалежним продюсерам на кшталт Гала Волліса, беручи участь у фінансуванні найбільш перспективних кінопроєктів. Власне виробництво кіностудій було переорієнтовано на недорогі телефільми, які були затребувані телеканалами для заповнення ефірного часу. У 1957 році половина випущених у прокат фільмів було знято незалежними виробниками.

## Сучасна студійна система
Після хаотичної епохи Нового Голлівуду, коли правила гри диктували невеликі виробники зразок BBS Productions, старі кіностудії знову набули міцного ґрунту під ногами в 1980-ті роки. Публіку (в основному молодіжну) повернули в кінотеатри науково-фантастичні блокбастери Джорджа Лукаса і Стівена Спілберга, призначені для перегляду на широкому екрані і часто організовані за принципом франшизи, який забезпечує максимальні касові збори. У Голлівуді склалася нова «велика п'ятірка» кіностудій, за кожною з яких стоїть великий інвестор з іншої сфери економіки:
- Walt Disney Company (торгова марка Buena Vista),
- Universal Studios,
- Paramount Pictures,
- Warner Bros.,
- Columbia Pictures.

У кожної великої студії є підрозділ для дистрибуції домашнього відео і підрозділ, що спеціалізується на так званому незалежному кіно і артхаусі: Miramax Films при студії Disney, Focus Features при студії Universal тощо.
У ролі «малих студій» в сучасному Голлівуді виступають незалежні компанії DreamWorks, Lionsgate і The Weinstein Company, а також New Line Cinema, афільована з Warner Bros., 20th Century Studios та Searchlight Pictures, афільована з Disney і Metro-Goldwyn-Mayer, яка фактично перетворилася на «дочку» Columbia Pictures.